# Njufaundlend! (strip)
Njufaundlend! je epizoda Zagora objavljena u br. 151. u izdanju Veselog četvrtka. Na kioscima u Srbiji se pojavila 29. avgusta 2019. Koštala je 270 din. (2,27 €; 2,65 $) Imala je 94 strane.

## Originalna epizoda
Originalna epizoda pod nazivom Terranova! objavljena je premijerno u br. 619. regularne edicije Zagora u izdanju Bonelija u Italiji 2. februara 2017. Epizodu je nacrtao Roberto Pijere, a scenario napisao Moreno Buratini. Naslovnicu je nacrtao Alessandro Piccinelli. Koštala je 3,9 €.

## Kratak sadržaj
Zagor i Čiko dolaze u selo Eskima u kome zatiču ranjenog Holanda, jedinog brodolomnika sa broda Fridom (Freedom), koji je krenuo na sever (prema Bafinovoj zemlji) na lov na bakalare prošlog septembra. Zagor i Čiko vraćaju Holanda u Sent Džons (St. John’s, glavni grad Njufaundlenda) čiji se stanovnici dominatntno bave ribolovom. U pokušaju da pronađu vlasnika makar jednog broda da krene s njima i pomogne im da nađu nestalu posadu Fridoma, svi brodovlasnici ih odbijaju. Zagor saznaje da je razlog tome uticaj Luk Lešant, bogati brodovlasnik koji poseduje većinu brodova u Sent Džonsu i ne voli konkurenciju. Lešant kroz svoj neformalan uticaj sprečava ostale brodovlasnike da isplove i pomognu Zagoru. Kada Zagor pokušava da ubedi Lešanta da im pomogne, Lešant odbija, ali Zagor ipak doija pomoć od kapetana Haua, koji upravlja brodom Si Rajder. Kasnije saznajemo da Fridom nije slučajno potonuo, a da se Lešant ovaj put pobrinuo da se ni Si Rajder ne vrati sa svog puta.

## Geografija epizode
Radnja se dešava na Njufaundlendu, ostrvu na severoistoku Kanade. Njufaundlend i Labrador su postali deseta provincija Kanade 1949. godine. (Ime Njufaundlend i Labrador je dato 2001. god.) Na ostrvu danas živi manja populacija Inuita (Eskima) i Metisa (mešanih brakova belaca i Inuita). Urođeničko pleme Beotuk, koje se pominje u epizodi, isčezlo je sa ostrva već krajem 1820-ih godina. Belci koji danas žive na ostrvu su uglavnom anglofonci.

## Prethodna i naredna epizoda
Prethodna epizoda nosila je naslov Husari smrti (#150), a naredna Na ledenom severu (#152).